# Houtribdijk
L'Houtribdijk est une digue néerlandaise d'une longueur de 30 km.

## Géographie

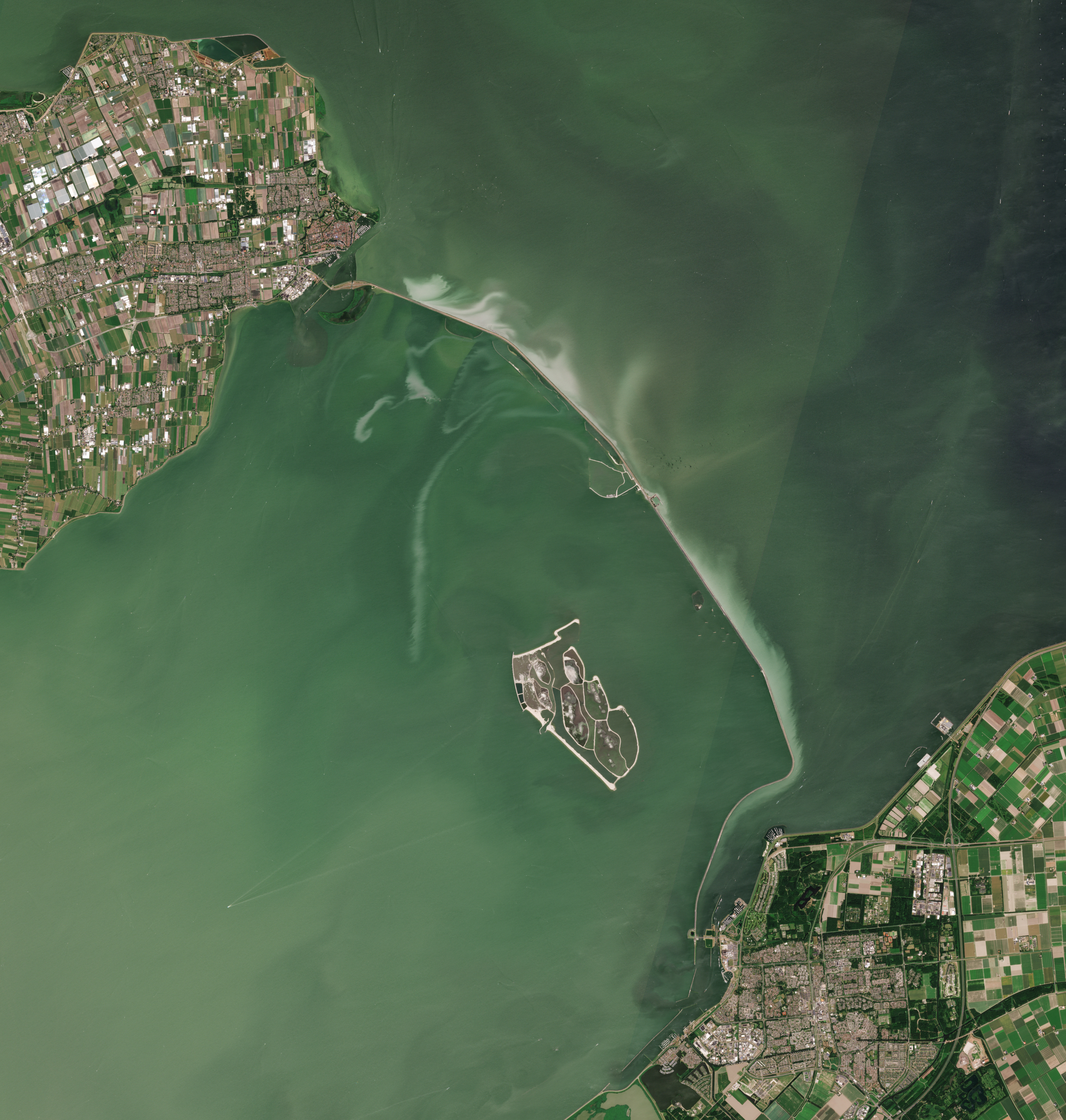
Houtribdijk

La Houtribdijk relie Lelystad en Flevoland à Enkhuizen en Hollande-Septentrionale. Son orientation est nord-ouest / sud-est. Au nord-est de la digue se trouve l’Ĳsselmeer, au sud-ouest le Markermeer. La digue a été achevée en 1976. Initialement, la digue a été construite afin d'assécher le Markerwaard, mais ce projet ne sera vraisemblablement jamais réalisé. De nos jours, la digue sert essentiellement à relier Enkhuizen à Lelystad, ce qui évite un grand détour par Amsterdam ou par l'Afsluitdijk; hydrauliquement elle sépare l'Ĳsselmeer du Markermeer.

## Nom
Le nom Houtribdijk a été donné par le Rijkswaterstaat. Il fait référence à Houtrib, le nom de l'endroit, alors peu profond, de l'IJsselmeer à travers laquelle la digue a été construite. Le Houtrib servait de canal de navigation entre les parties moins profondes d'Enkhuizerzand et du Val van Urk.
Étant donné que l'Houtribdijk sépare deux étendues d'eau de niveau différent, stricto sensu c'est un barrage et non une digue.
La ville de Lelystad a nommé Markerwaarddijk la partie de la digue entre Lelystad et Enkhuizen les écluses du Krabbesgat ; ce nom est régulièrement utilisé pour la totalité de la digue, comme le nom de Lelydijk. Historiquement elle devait servir à border le Markerwaard qui ne fut jamais construit. Le nom Digue d'Enkhuizen à Lelystad est également utilisé, mais le nom officiel reste Houtribdijk.

## Ouvrages d'art
La N302 parcourt la digue. Près d'Enkhuizen se trouvent les écluses du Krabbesgat, puis le premier naviduct et les écluse de l'Houtrib près de Lelystad.
À mi-chemin, le relais Trintelhaven servir de refuge et d'arrêt touristique, il est proche du trintelzand.